# شتولبن
اشتولبن (بالألمانية: Stolpen) هي قرية و بلدة ألمانية تقع في ألمانيا في سويسرا السكسونية-جبال الخام الشرقية ‏. يقدر عدد سكانها بـ 6,128 نسمة .

## المدن التوأمة
مدن Hilzingen، آمونبرغ، غارشينغ، Jockgrim و Sipplingen هي مدن توأمة لـاشتولبن.